# Pobles preromans d'Occitània
Entre els pobles preromans d'Occitània, els primers pobladors coneguts del territori d'Occitània, podem distingir, per una banda, tres grups de tribus, i de l'altra, els colonitzadors grecs.

## Iberoaquitànics
Vivien de la ramaderia d'ovelles, vaques i cavalls. Ocupaven la zona compresa entre el Pirineu Occidental, el marge esquerre de la Garona i l'Atlàntic; els de les valls pirinenques practicaven la transhumància cap a la península Ibèrica, i els de l'interior de la Gasconha vivien de l'agricultura del blat. Se sap que coneixien el ferro i treballaven l'or i l'argent com els tarbel·les de Chalossa. Mai no assoliren la unitat política abans de l'arribada dels romans, però tenien un fort sentit de llur identitat d'origen, i que posaven de manifest quan es veien en perill. Posidoni i Cèsar feien notar que s'assemblaven més als ibèrics que no pas als gals. Segons Gehrard Rohlfs llur llengua, emparentada amb la dels jacetans, era intermèdia entre la dels vascons i la dels gals, per bé que actualment es postula que l'aquità era més aviat una mena de protobasc.
Les principals tribus eren:
- Sibuzates
- Oscidates
- Onesii amb centre a Onobriva (Luchon), als Alts Pirineus.
- Camponi
- Tarbelli a la Chalossa, i amb centre a Aquae tarbelliae (Dacs).
- Garumni a la Vall d'Aran i la conca de l'alta Garona, amb centre a Salardunum (Salardú).
- Bigerriones a la Bigorra.
- Vernani a les planades subpirinenques.
- Tarusates amb centre a Tartessium (Tartas).
- Ausci els més nombrosos i coneguts, ocupaven les Lanes, Gers, Alt Pirineu i gairebé tota la Gasconha, amb centre a Illiberis (Auch). Del seu nom potser deriva l'actual Occitània i Aquitània.
- Elusates a Armanyac, dominaven el Condomès (Gers).
- Lactorates a la Lomanha, la seva capital era Lactora (entre Gers i Tarn i Garona).
- Sotiates al Nord del Condomès i el cantó de Nerac (Olt i Garona), amb centre a Sotium.
- Cocosates amb centre a Cocosa (entre Dacs i Bordeus).
- Vasates a les Landes.
- Convenae amb centre a Lugdunum (Sant Bertran de Comenge)

## Ligurs
Ocupaven el territori entre les actuals Marsella (Provença) i La Spezia (Ligúria). No se sap quan arribaren al país, potser des de finals del primer mil·lenni. Eren muntanyencs i mariners de parla indoeuropea de tipus mediterrànic. La seva capital era situada a l'actual Entremont, vora Ais de Provença. I la tribu principal eren els sallusis, que vivien vora Marselha. Alguns noms geogràfics occitans d'origen ligur són Manosca, Tarascon, Venasca, Lantosca o Artinhosc.

## Celtes

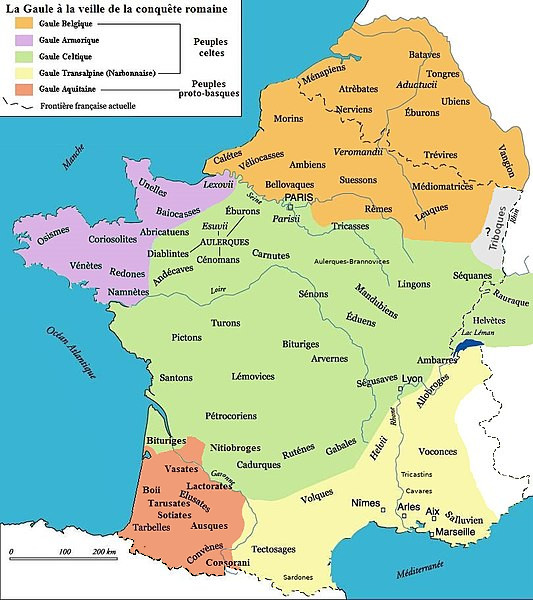
Mapa dels antics pobles de la Gàl·lia

També anomenats gals, del grup cèltic de les parles indoeuropees, que s'establiren a Occitània aproximadament en el segle iv aC. Coneixien el ferro, ja que foren els difusors de la cultura de La Tène a gran part d'Occident. Tenien un sistema de clans i culturalment se semblaven als antics irlandesos, de manera que importaren a la Gàl·lia la cultura dels camps d'urnes. Les principals tribus eren: 
- Volques, que ocupaven el Llenguadoc i es dividien en tres grups de pobles: 
  - arecomicis comptaven amb 24 ciutats, la principal de les quals era Nemassos (Nimes).
  - Tectosages que ocupaven el territori entre les viles de Narbo (Narbona) i Julia Carcaso (Carcassona).
  - Tolosates als voltants de Tolosa de Llenguadoc.
- Al·lòbroges entre l'Isere i el Roine, aliats amb els arverns, eren els amos de la major part del Delfinat.
- Cadurcs Ocupaven l'actual Carcinès i el sud-oest de l'Alvèrnia (departaments d'Olt i Tarn i Garona). La seva capital era Divona o Cadurci (Caors).
- Arverns els més poderosos i coneguts, ocupaven el Puei Domat (on tenien el santuari), el Cantal, Clarmont i Sent Flor. La capital era Nemossos o Gergovia, avui Clarmont d'Alvèrnia.
- Lemovices ocupaven la Cruesa i l'Auta Vinhana, i la seva capital era Augustoritorum (Llemotges).
- Belends a la baixa vall de l'Arieja.
- Voconcis vivien a la Gàl·lia Narbonensis, entre l'Isère, Roine, Durance i els Alps. Les principals ciutats eren Vasio (Vaison), Lucus Augustii i Dea Augusta (Diá).
- Rutens ocupaven les altes conques de l'Olt i el Tarn. La seva capital era Segodunum (Rodès).
- Bois a les Landes.

## Grecs
Arribats de Focea el 600 aC, fundaren la metròpolis de Massàlia (Marsella), que aviat esdevingué un gran centre comercial i contingué l'avenç dels cartaginesos i dels etruscs. Crearien factories a la Provença que esdevindrien ciutats com Arelate (Arle), Antipolis (Antíbol), Nicea (Niça) i Agathe (Agde). Més tard expandirien l'hel·lenisme a les Boques del Roine, i crearien noves factories a l'interior com Mastrabala (Sent Blais) i Glanon (Sent Bertomiu), tot formant una talassocràcia que dominaria des de la Ligúria fins a les costes d'Hispània.